# Boguszów-Gorce
Boguszów-Gorce, tyska: Gottesberg-Rothenbach, är en stad i sydvästra Polen, belägen i distriktet Powiat wałbrzyski i Nedre Schlesiens vojvodskap, 8 kilometer sydväst om staden Wałbrzych. Staden skapades genom sammanslagning av de tidigare självständiga städerna Boguszów (Gottesberg) och Gorce (Rothenbach) 1973. Administrativt utgör staden en stadskommun, med 16 144 invånare år 2014.

## Geografi
Staden ligger i östra delen av Góry Wałbrzyskie vid den regionala vojvodskapsvägen 367, som sammanbinder städerna Wałbrzych och Kamienna Góra.

## Historia
Regionen var del av hertigdömet Schweidnitz under 1200-talet och blev 1368 ett län under kungariket Böhmen, från 1500-talet därmed även del av Habsburgmonarkin. Större delen av Schlesien blev del av Preussen 1742 efter österrikiska tronföljdskriget 1742. Regionen ingick från 1815 i provinsen Schlesien. 1871-1945 var området del av Tyskland. Fram till 1973 var de båda städerna administrativt självständiga. 

### Boguszów (Gottesberg)
Orten Gottesberg grundades under 1200-talet eller 1300-talet av sachsiska gruvarbetare efter att järn och silver upptäckts i området. Staden fick stadsrättigheter år 1499 av kung Vladislav II av Böhmen och Ungern. År 1529 omnämns gruvorna Morgenstern, Segen-Gottes, Reich-Gottes, Gottes-Glück och Wag's-mit-Gott. Stadens hantverkarskrån omnämns 1532 och en kyrka omnämns 1535. Reformationen spred sig i området. En större stadsbrand ödelade staden 1554. Stadens handel blomstrade under 1500-talet och 1600-talet. En ny stadsbrand inträffade dock 1633. Efter 1654 tillhörde staden det katolska pastoratet i Friedland.  Under 1700-talet fick kolbrytning ökad betydelse.
Efter att staden blivit preussisk 1742 uppfördes 1775 en protestantisk kyrka. Förutom kol- och silverbrytning hade även textilindustrin viss betydelse under den tidiga industrialiseringen. 1904 fick staden elektricitet. 1929 blev byn Oberhermsdorf del av staden. Vid den sista tyska folkräkningen före andra världskrigets utbrott 1939 hade staden 11 011 invånare.
Genom Potsdamöverenskommelsen 1945 tillföll staden Polen och den tyska befolkningen fördrevs. Staden döptes först om av de polska myndigheterna till Boża Góra och senare till Boguszów. Stadens återbefolkades under åren efter kriget med polska bosättare och flyktingar från de tidigare polska områdena öster om Curzonlinjen.

### Gorce (Rothenbach)
Orten Rothenbach omnämns första gången 1550 och grundades troligen av släkten Hochberg auf Fürstenstein. Från 1816 bildade orten en landskommun i Landkreis Landeshut. 1934-1945 tillhörde orten Landkreis Waldenburg. Orten kom att växa kraftigt under andra halvan av 1800-talet, efter att två gruvor öppnats i staden. Vid den sista tyska folkräkningen 1939 hade Rothenbach 4 535 invånare. Genom Potsdamöverenskommelsen 1945 tillföll orten Polen och den tyska befolkningen fördrevs. Orten döptes därefter om av de polska myndigheterna till Gorce. Orten återbefolkades under åren efter kriget med polska bosättare och flyktingar från de tidigare polska områdena öster om Curzonlinjen. År 1954 fick orten status av stadsliknande tätort och 1962 erhöll den stadsrättigheter. Sedan 1973 är Gorce sammanslaget med grannstaden Boguszów.

## Kända invånare
- Johann Gottfried Elsner (1784–1869), lantbrukare och författare, fåravelspionjär.
- Hannes Fabig (1939–2008), konstnär, scenograf, regissör och skådespelare.